# Třída Mirabello
Třída Mirabello byla třída torpédoborců italského námořnictva. Celkem byly postaveny tři jednotky. Dvě byly během služby ztraceny. Jednalo se o silně vyzbrojené lodě určené k průzkumu.

## Stavba
Celkem byly postaveny tři jednotky této třídy, zařazené do služby v roce 1916–1917.
Jednotky třídy Mirabello:
| Jméno                 | Založení kýlu      | Spuštěna          | Vstup do služby   | Osud                                                                         |
| --------------------- | ------------------ | ----------------- | ----------------- | ---------------------------------------------------------------------------- |
| Carlo Mirabello       | 21. listopadu 1914 | 21. prosince 1915 | 24. srpna 1916    | Dne 21. května 1941 se potopil na mině.                                      |
| Carlo Alberto Racchia | 10. prosince 1914  | 2. června 1916    | 21. prosince 1916 | Dne 21. července 1920 se v Černém moři potopil na mině.                      |
| Augusto Riboty        | 27. února 1915     | 24. září 1916     | 5. května 1917    | Po válce měl být předán SSSR, ale nakonec byl roku 1951 sešrotován v Itálii. |

## Konstrukce

Nákres plavidel této třídy

Výzbroj tvořilo osm 120mm kanónů ve dvoudělových věžích, dva kulomety a dva dvojhlavňové 533mm torpédomety. Plavidla rovněž mohla naložit až 100 min. Nejvyšší rychlost dosahovala 35 uzlů.